# Codornillos
Codornillos es una localidad del municipio de Calzada del Coto, en la provincia de León, comunidad autónoma de Castilla y León (España). Pertenece al partido judicial de Sahagún y a la comarca de Tierra de Sahagún. Cuenta con una población de 39 habitantes (INE 2023).
En 2015, en la aprobación por la Unesco de la ampliación del Camino de Santiago en España a «Caminos de Santiago de Compostela: Camino francés y Caminos del Norte de España», España envió como documentación un «Inventario Retrospectivo - Elementos Asociados» (Retrospective Inventory - Associated Components) en el que en el n.º 1443 figura la localidad de Codornillos, con un ámbito de elementos asociados.

## Toponimia
El nombre de Codornillos proviene de la acepción del término latín "cornutus -cornu" ‘lugar elevado con un áspero escarpe’, esto se ve confirmado por su condición geográfica pues se encuentra en la cima de un cerro que se alza sobre la vega del río Cea. Hasta llegar al actual topónimo de Codornillos recibió los nombres de «Cornutellos», «Cornudellos», «Cornodiellos» y «Codorniellos».

## Situación
Se encuentra a 6 kilómetros al NE de Calzada del Coto y al NO de Sahagún.También están cercanos Villapeceñil y Villamol.
La línea de ferrocarril Madrid-Asturias pasa cerca del centro del pueblo.

## Historia
Así se describe a Codornillos, denominada como Codornillos de Sahagun, en el tomo VI del Diccionario geográfico-estadístico-histórico de España y sus posesiones de Ultramar, obra impulsada por el ministro de Hacienda Pascual Madoz a mediados del siglo XIX:

Localidad en la provincia de León (8 leg.), partido judicial de Sahagun (l), diócesis (veré nullius), pertebecientepertebeciente á la abadía de este último nombre, audiencia terr. y ciudad g. de Valladolid, ayuntamiento de Vilialmol. SIT. en una eminencia; con libre ventilación y CLIMA sano aunque desigual. Tiene 48 CASAS, escuela de primeras letras frecuentada por unos 27 niños de ambos sexos que satisfacen al maestro una módica retribución ; un paseo con arbolado de chopos, iglesia parr. (San Pelayo, servida por un cura de primer ascenso y presentación del abad de Sahagun ; una ermita (Ntra. Sra. de Villar), y varias fuentes de buenas aguas eciudad el término Confina N. Vilialmol; E. Villapecenil; S. Calzada, y O. el desp. de Pal azuela.
El TERRENO esde mediana calidad, y le fertilizan las aguas de un arroyo que baja tle Castellanos, y se une al Cea. Los CAMINOS locales; recibe la CORRESPONDENCIA en Sahagun, yendo cada interesado por la suya, PROD..- trigo, centeno, cebada , legumbres, lino, vino y pastos; cria ganado lanar y vacuno, caza de liebres , perdices, siendo en el invierno tal la abundancia de grajas que destruyen los sembrados, IND. un molino harinero, POBL. 40 vec, 158 almas CONTR. con el ayuntamiento
Diccionario geográfico-estadístico-histórico de España y sus posesiones de Ultramar

## Demografía
| 68            | 67 | 65 | 61 | 57 | 55 | 57 | 59 | 55 | 51 | 49 | 51 | 47 | 44 | 43 | 46 | 43 | 43 | 42 | 41 | 41 | 42 | 41 | 39 |
| (Fuente: INE) |    |    |    |    |    |    |    |    |    |    |    |    |    |    |    |    |    |    |    |    |    |    |    |

## Cultura

### Iglesia de San Pelayo
Perteneciente al Arciprestazgo Centro Esla-Tierra de Campos de la diócesis de León, archidiócesis de Oviedo. 
Se trata de un templo católico, levantado en ladrillo y tapial. Está dedicada a San Pelayo, patrón de la localidad. Se encuentra al noreste de Codornillos, localidad a la que da servicio.